# Trachyandra dissecta
Trachyandra dissecta là một loài thực vật có hoa trong họ Thích diệp thụ. Loài này được Oberm. miêu tả khoa học đầu tiên năm 1962.